# Никодим (Константинидис)
Митрополи́т Никодим (Константинидис) (греч. Μητροπολίτης Νικόδημος Κωνσταντινίδης; 1824 Тенедос — 22 января 1886, Прусса, Османская империя) — епископ Константинопольской православной церкви, митрополит Прусский (1870—1886).

## Биография
Родился в 1824 году на острове Тенедос в семье Константина и Аны Константинидис. Начальное образование получил на Тенедосе.
В 1851 году окончил Халкинскую богословскую школу и некоторое время преподавал в Адрианопольской митрополии.
В 1853 году последовал за рукоположенным митрополитом Герасимом (Дзермиасом) и занял должность архидиакона в Халкидонской митрополии.
3 февраля 1859 года был избран управляющим Эдесской митрополией и 6 февраля рукоположен в сан епископа с возведением в достоинство митрополита. 1 апреля 1859 года состоялся чин его интронизации.
2 апреля 1870 года был избран управляющим Прусской митрополией. В 1884 году был одним из претендентов на Константинопольский патриарший престол на который однако был избран Иоаким IV.
Оставался на кафедре до своей кончины, последовавшей 22 января 1886 года.